# Драго Јововић (политичар)
Драго Јововић (Кућишта, код Цетиња, 19. фебруар 1923 — Цетиње, 7. мај 1996) био је учесник Народноослободилачке борбе, привредник и друштвено-политички радник Социјалистичке Републике Црне Горе.

## Биографија
Рођен је у селу Кућишта, код Цетиња 19. фебруара 1923. године.
Учесник је Народноослободилачког рата од 1941, али се у току рата налазио у интернацији. У чланство Комунистичке партије Југославије (КПЈ) примљен је 1944. године. Након завршетка рата, извесно време је као официр био на служби у Југословенској армији (ЈА).
Након демобилизације, посветио се друштвено-политиком раду — био је председник Народног одбора Цетиња и члан Председништва Централног комитета Савеза комуниста Црне Горе, од новембра 1966. године. Биран је за посланика Скупштине СР Срне Горе и Савезне народне скупштине, као и за члана Централног комитета СК Црне Горе.
Касније прешао у привреду, где се налазио на дужностима члана Председништва Привредне коморе Црне Горе, члана Одбора за метану и електронску индустрију Савезне привредне коморе. Био је дугогодишњи диркетор Електронске индустрије „Обод” са Цетиње.
Од маја 1982. до маја 1986. био је члан Председништва СР Црне Горе.
Умро је 7. маја 1996. на Цетињу, где је и сахрањен.
Добитник је Тринаестојулске награде за успешна рад предузећа којим је управљао дуги низ година.